# Sân bay Sierra Maestra
Sân bay Sierra Maestra (IATA: MZO, ICAO: MUMZ) là một sân bay phục vụ thị xã Manzanillo ở Cuba. Sân bay này có 1 đường băng dài 2375 m bề mặt nhựa đường.

## Các hãng hàng không và các tuyến điểm
Hiện có các hãng hàng không sau đang hoạt động tại sân bay này:
- Cubana de Aviación (La Habana)
- Sunwing Airlines (Montreal, Toronto-Pearson)